# Raïs Korso
 (septembre 2019).
Rayes Korso (en arabe : رايس قورصو) est une mini-série algérienne en 5 épisodes de 40 minutes, créé par Adel Adeeb et diffusée quotidiennement entre le 6 mai 2019 et le 10 mai 2019 (durant le mois de ramadan) sur la chaîne de télévision Ennahar TV.

## Synopsis
La série raconte les aventures d'un pirate et de ces compagnons.

## Distribution

### Acteurs principaux
- Salah Aougrout : Rayes Korso
- Adel Cheikh : Flisha
- Sid Ahmed Agoumi : Salah
- Ali Charaf : Sardina
- Madjid Ben Blal : Danfil

### Acteurs récurrents
- Abdelbasset Benkelifa : Djalloul
- Blaha Benziane : Latif
- Mouni Bouallam : Missou
- Mohamed Seghir Bendaoud : Rabah

## Tournage
La série a été tournée à Istanbul en Turquie.